# Oblężenie Azowa (1695)
Oblężenie Azowa – oblężenie, które miało miejsce w dniach od 9 lipca do 9 października 1695 roku podczas pochodu azowskiego.
Gdy wewnętrzne zmagania o władzę zakończyły się zwycięstwem cara Piotra nad carówną Zofią, Rosja w 1694 roku znów postanowiła spróbować sił w wojnie z Turcją. Z pomysłem tym wyszedł Franciszek Lefort, a za cel wyprawy wybrano Azow, który pół wieku wcześniej zdobyli Kozacy, lecz ojciec Piotra Wielkiego, Aleksy, zrzekł się zdobyczy z obawy przed Turcją.
Opanowanie Azowa dałoby Rosji bezpośredni dostęp do morza – to było głównym argumentem dla zakochanego w sprawach morskich młodego cara.
Do działania przystąpiono w 1695 roku, starając się utrzymać kierunek swego ataku w tajemnicy. Uwagę Turków od głównego uderzenia odciągnąć miała licząca około 120 tys. żołnierzy armia rosyjska dowodzona przez Borysa Szeremietewa. Idąca na Krym armia wzmocniona została wkrótce przez siły kozackie dowodzone przez Iwana Mazepę.
Szeremietew oraz główne siły ruszyły wiosną. W skład wojsk idących na Azow wchodziły jednostki doborowe: pułki preobrażeński, siemionowski, butyrski Patryka Gordona oraz pułk Leforta, a także strzelcy moskiewscy oraz zawodowe jednostki tzw. żołnierzy grodowych. Sztab dowodzenia składał się z trzech generałów: Leforta, Gordona oraz dowodzącego pułkiem preobrażeńskim Awtamona Gołowina. Car wziął udział w stopniu bombardiera i dowodził tylko rotą.
Maszerujące siły, gdy tylko było to możliwe, płynęły rzekami, unikając marszu lądem. Armia załadowana została na łodzie w stolicy i ruszyła na południe, płynąc rzekami Moskwą, Oką i Wołgą do Carycyna. Pierwsze poważne trudności napotkano dopiero przy przeprawie lądowej prowadzącej do rzeki Don, gdzie z powodu braku koni przeładowani nadmiarem broni i sprzętu żołnierze posuwali się bardzo wolno, co znacznie wydłużyło czas podróży. Z kolei nad Donem okazało się, że zgromadzone zapasy żywności są niewystarczające.
Armia rosyjska po wielu trudach dotarła pod Azow 9 lipca – czyli dokładnie w dniu carskich imienin. Na miejscu spotkano siły Gordona, który maszerował lądem z Tambowa przez Czerkask. Siły wojsk oblężniczych skoncentrowanych pod Azowem liczyły około 31 000 żołnierzy i 170 dział.
Późne przybycie okazało się główną przyczyną niepowodzenia, gdyż Turcy zdążyli zorientować się w zamiarach Rosjan i dwukrotnie zwiększyli siłę azowskiego garnizonu, który osiągnął stan 7 000 żołnierzy. Oblężeni nie musieli martwić się o żywność i sprzęt, które bez przeszkód otrzymywali drogą morską oraz Donem. Rosjanie z braku własnej floty nie byli w stanie temu przeszkodzić.
Don nie mógł posłużyć armii oblężniczej jako droga zaopatrzeniowa, gdyż przeszkadzały temu dwie tureckie forteczki leżące naprzeciw siebie po obu brzegach rzeki i połączone żelaznymi łańcuchami. Zatem, by móc prowadzić oblężenie, obie forteczki należało zdobyć – w tym celu przystąpiono do werbowania ochotników, obiecując każdemu po 10 rubli. W większości zgłosili się Kozacy Dońscy, którzy jedną z forteczek zdobyli. Garnizon drugiej forteczki na widok upadku pierwszej, wycofał się. Sukces w postaci otwarcia drogi przez Don popsuła udana wycieczka Turków z Azowa, którzy zdobyli 9 dział oraz zagwoździli działa oblężnicze.
Po okresie ostrzału artyleryjskiego wojska rosyjskie 15 sierpnia ruszyły do generalnego szturmu. Brak jednolitego dowodzenia sprawił, że poszczególne oddziały działały na własną rękę. Gordon zdobył nawet jeden z azowskich bastionów, jednak Lefort i Gołowin spóźnili się z pomocą i walczące w osamotnieniu siły Gordona musiały opuścić bastion. Ostatecznie rosyjski szturm załamał się w ogniu dział tureckich. Rozmiar rosyjskiej klęski powiększył niespodziewany atak jazdy tureckiej na rozłożony obozem pułk Leforta.
Przez cały okres oblężenia Rosjanie nękani byli dotkliwie przez wycieczki ruchliwej jazdy tatarskiej, która kilka razy w tygodniu atakowała siły oblężnicze.
Ostatni szturm przeprowadzono 5 października – także i tym razem zakończył się on klęską Rosjan. Cztery dni później podjęto decyzję o odwrocie. Piotr Wielki wrócił do Moskwy 2 grudnia.
Nieudana wyprawa przyniosła jednak pewne korzyści - w dwóch zdobytych forteczkach nad Donem pozostawiono silny garnizon liczący 3 000 żołnierzy, a prowadząca działania osłonowe armia Szeremietewa zdobyła 4 małe twierdze tureckie leżące w dolnym biegu Dniepru (w tym Kyzykermen i Tawań).